# Appell-Krieg
Der Appell-Krieg (eigentlich „Appelle-Krieg“) war ein Konflikt zwischen dem Fürsten Georg Albrecht von Ostfriesland und den ostfriesischen Ständen, um die Steuerhoheit in Ostfriesland. Er ist somit eigentlich als Bürgerkrieg zu klassifizieren. Der Krieg ist nach einem der Anführer der sich verweigernden Renitenten innerhalb der ostfriesischen Stände, dem Administrator des ritterlichen Standes der Ostfriesischen Landstände Heinrich Bernhard von dem Appelle, dem Besitzer des adligen Gutes Groß Midlum in der Krummhörn, benannt.

## Hintergrund
Seit Jahrzehnten gab es heftige Auseinandersetzungen zwischen den ostfriesischen Ständen, allen voran der Stadt Emden, und den ostfriesischen Grafen bzw. Fürsten. In zahlreichen Prozessen ging es meist um Steuererhebungen, Zuständigkeiten in verschiedenen Fragen oder Eigentumsansprüche, die mit Vergleichen wie dem Haager Vergleich und dem Osterhusischen Akkord gelöst wurden. Zu Beginn des 18. Jahrhunderts spitzten sich die Gegensätze zwischen den „ungehorsamen“ Ständen, den sogenannten Renitenten, und dem Fürsten zu. Auslöser war die Weihnachtsflut 1717, die vor allem in den Küstengebieten zu großen Zerstörungen führte. An der Frage der Finanzierung der Reparaturen spaltete sich das Land. Beide Seiten beanspruchten die Steuerhoheit des Landes und hatten gesonderte Steuerkassen eingerichtet und Steuern erhoben.

## Verlauf
Am 28. April 1724 forderte die Stadt Emden die Emder Herrlichkeit Oldersum auf, sich für Auseinandersetzungen bereitzuhalten und sich zu bewaffnen. Bei Kämpfen am 2. Februar 1726 zwischen fürstlichen Soldaten und Emder Truppen in Leer siegten die fürstlichen Soldaten, die Renitenten wurden bald darauf per kaiserlichem Dekret verurteilt. Der Konflikt schwelte jedoch weiter, so dass der Fürst am 7. April 1726 erneut 200 Soldaten nach Leer einrücken ließ, was neue Straßenkämpfe mit vielen Toten zur Folge hatte. Im April 1727 holte der Fürst dänische Truppen zur Verstärkung ins Land. Eine Truppe von 60 Mann aus Oldersum, die sich mit Männern aus Emden und den anderen Emder Herrlichkeiten und Orten um Emden vereinigten, marschierten nach Norden. Nach einem Gefecht gegen die fürstlichen Truppen vor Norden Ende April wurden die Renitenten erneut vom Kaiser verurteilt und mussten Wiedergutmachung zahlen. Oldersum kam bis 1744 unter Zwangsverwaltung, die dortige Burg wurde von kaiserlichen Soldaten besetzt. Am Ende ging der Fürst als Sieger aus diesem Konflikt hervor und selbst die an der Spitze der renitenten Stände stehende Stadt Emden unterwarf sich. Der Fürst hatte damit jedoch einen Pyrrhussieg errungen.
Die 1726 in Land geholten Dänen blieben an der Ostgrenze bei Weener, Jemgum und Detern einquartiert. Erst 1744 verließ die Letzte Kompanie unter Hauptmann von Röpsdorf das Land.

## Auswirkungen
Der Appell-Krieg hatte entscheidende Auswirkungen auf die weitere Geschichte Ostfrieslands und die bald folgende Machtübernahme der Preußen. Das schlechte Verhandlungsgeschick des Kanzlers von Georg Albrecht, Enno Rudolph Brenneysen, vereitelte jedoch eine friedliche Einigung der an dem Konflikt beteiligten Parteien. Obwohl Kanzler und Fürst eine strenge Bestrafung der Renitenten forderten, begnadigte Kaiser Karl VI. sie 1732. Als Fürst Georg Albrecht am 11. Juni 1734 starb, übernahm Carl Edzard im Alter von 18 Jahren die Amtsgeschäfte als letzter noch lebender Nachkomme von Georg Albrecht. Auch er konnte die Konflikte mit den Ständen jedoch nicht lösen.
Zu dieser Zeit wurden die Weichen für die Machtübernahme Preußens in Ostfriesland gestellt. Eine bedeutende Stellung hierbei nahm die Stadt Emden ein, die nach dem Appell-Krieg politisch isoliert und wirtschaftlich stark geschwächt war. Emden wollte seine Stellung als „ständische Hauptstadt“ und Handelsmetropole zurück und setzte dafür ab 1740 auf preußische Hilfe. Die wirtschaftliche Position und die bestehenden Privilegien Emdens sollten vertraglich gestützt werden, worauf die Ostfriesischen Stände im Gegenzug die preußische Anwartschaft in Ostfriesland anerkannten. Am 14. März 1744 wurden mit dem Abschluss von zwei Verträgen vornehmlich wirtschaftliche Regelungen vereinbart. Des Weiteren stütze sich Preußen auf das von Kaiser Leopold I. 1694 ausgestellte Recht auf Belehnung des Fürstentums Ostfriesland für den Fall fehlender männlicher Erben. Trotz des Widerstands Braunschweig-Lüneburgs sollte sich Preußen im Bemühen um Ostfriesland durchsetzen. Nach dem Tode des letzten Herrschers aus dem Hause Cirksena übernahm Friedrich der Große 1744 Ostfriesland.